# Proischnura polychromatica
Proischnura polychromatica – gatunek ważki z rodziny łątkowatych (Coenagrionidae). Występuje endemicznie na terenie Prowincji Przylądkowej Zachodniej w Południowej Afryce. Zagrożony wyginięciem.
Imago lata od listopada do końca lutego. Długość ciała 25 mm. Długość tylnego skrzydła 12–12,5 mm.